# Santa Luzia do Norte
Santa Luzia do Norte este un oraș în statul Alagoas (AL) din Brazilia.